# 조나스 사빔비
조나스 말례이루 사빔비(포르투갈어: Jonas Malheiro Savimbi, 1934년 8월 3일 ~ 2002년 2월 22일)는 앙골라의 독립운동가이자 정치가이다.
철도 역장의 아들로 태어나 선교학교에서 교육을 받고 해외유학을 위해 장학금을 받았다. 포르투갈 리스본 대학교에서 의학을 전공했고 스위스 로잔 대학교에서 정치학박사학위를 받았다.
1961년에 앙골라의 독립지도자 올덴 호베르투가 주도하는 앙골라 인민연합(UPA)에 가입했다. 당시 이 단체는 앙골라인민해방운동(MPLA)와 경쟁하고 있었다. 그러나 1966년 사빔비는 올덴 호베르투와 결별하고 앙골라 완전 독립 민족 동맹(UNITA)을 결성해 포르투갈에 대항해 싸웠다.
UNITA는 남부 앙골라에 기반을 두고 MPLA과 앙골라 내전을 벌였는데 UNITA는 중화인민공화국, 남아프리카 공화국, 미국 등으로부터 원조를 받았다. 1992년 정부와 평화 협정을 맺고 총선에 참여했으나 패배하자 다시 무력 저항을 시작했고 1994년 UN이 중재한 평화 협정에 다시 서명해 부통령 자리가 제안되었으나 계속 고원에서 무력 투쟁을 벌였다.
2002년 2월 22일 결국 목시코 지방에서 남아프리카 특수부대와 이스라엘 용병, 앙골라 정부군들과 교전을 벌이다 머리, 다리, 목, 상체에 15발에 달하는 기관총 사격을 받고 전사했다. 사후 UNITA는 구심점을 잃고 안토니오 뎀보를 후계자로 세웠으나 그도 전사했으며 뒤를 이은 파울로 루캄바도 항복을 선언해 8월 1일 반군 5만 명을 해체했다.

## 역대 선거 결과
| 선거명      | 직책명          | 대수 | 정당                     | 득표율 | 득표수      | 결과 | 당락 |
| ----------- | --------------- | ---- | ------------------------ | ------ | ----------- | ---- | ---- |
| 1992년 선거 | 앙골라의 대통령 | 2대  | 앙골라 완전독립 민족동맹 | 40.07% | 1,579,298표 | 2위  | 낙선 |

## 같이 보기
- 킴벌리 프로세스